# Белл, Клайв
Артур Клайв Хьюард Белл (16 сентября 1881 — 17 сентября 1964) — английский писатель, философ искусства, арт-критик, связанный с формализмом и группой Блумсбери.

## Биография

### Происхождение
Белл родился в Восточном Шеффорде, Беркшир, в 1881 году. Он был третьим ребёнком из четырёх детей Уильяма Хеварда Белла (1849—1927) и Ханны Тэйлор Кори (1850—1942). У него был старший брат (Кори), старшая сестра (миссис Лорна Актон) и младшая сестра (миссис Дороти Хони). Отец Белла был гражданским инженером, сколотившим состояние на семейных угольных шахтах в Уилтшире — «семья, которая добывала свои богатства в уэльских шахтах и использовала его на уничтожение дикой природы». Они жили в Клив-хаусе, Сеенд, неподалеку от Девицес, Уилтшир. Дом был украшен множеством охотничьих трофеев эсквайра Бэлла.

### Женитьба и другие отношения
Белл учился в частной школе Мальборо-колледже и в Тринити-колледже в Кембридже, где он изучал историю. В 1902 году он получил гранд Эрла Дерби на учёбу в Париже, где и проявился его интерес к искусству. По возвращении в Англию он переехал в Лондон, где в начале 1907 года встретил свою будущую жену, Ванессу Стефен, сестру Вирджинии Вульф. У Клайва и Ванессы было двое сыновей, Джулиан и Квентин, оба стали писателями. Джулиан присоединился к Республиканцам во время Гражданской войны в Испании в качестве водителя кареты скорой помощи и в 1937 году был убит осколком вражеского снаряда в возрасте 29 лет.
К Первой Мировой Войне их брак распался. Ванесса завязала отношения с Дунканом Грантом, которые будут продолжаться всю её жизнь, а у Клайва было множество связей с другими женщинами, включая Мэри Хатчинсон, другого членом группы Блумсбери. Вместе с этим, Ванесса и Клайв не только не стали разводиться официально, но и не прекратили общение между собой. Они продолжали регулярно встречаться, время от времени проводили вместе праздники и навещали родителей Клайва. Тот жил в Лондоне, но часто подолгу жил на ферме в Чарльстоне, Сассекс, где Ванесса жила со своим тремя детьми от Гранта и Белла. Клайв полностью поддержал её желание иметь ребёнка от Дункана и позволил единственной дочери своей жены, Анжелике, носить его фамилию.
Дочь Ванессы от Дункана, Анджелику Гарнет (в девичестве Белл), Клайв растил как свою дочь до её замужества. Только перед браком и незадолго после смерти брата Джулиана мать рассказала Анжелике, что её биологическим отцом был Дункан Грант.
Согласно историку Стэнли Розенбауму, «Белл, возможно, был наименее приятным членом группы Блумсбери… На Белла накинулись биографы и критики группы — как на мужа, отца, и особенно как на шурина. Нельзя отрицать что он был богатым снобом, гедонистом, бабником, расистом и антисемитом (но не гомофобом), который из либерального социалиста и пацифиста превратился реакционного охранителя. Репутация Белла привела к недооценке его роли в истории Блумсберри….»

## Эстетические взгляды

### Означающая форма
Вскоре после того как Белл встретил Роджера Фрая, с которым он разделял страсть к французскому искусству, им была разработана эстетическая теория, в основе которой лежала концепция, названная «означающая форма» («significant form»). Работа Белла Искусство (1914) стала первой публикацией этой теории, центральное понятие которой он описал как «линии и цвета, сочетающиеся определённым путем, определённые формы и отношения форм, которые возбуждают наши эстетические эмоции.» Согласно Беллу, эстетическая эмоция — это чувство, которое возникает только при восприятии объектов искусства. Именно оно отличает эти объекты от всего остального — так, не всякое визуальное изображения является настоящей картиной, мультфильмы не относятся к живописи. Конечно, разное искусство может вызывать разные эмоции — но все они так или иначе сводятся к уникальному эстетическому чувству, которое не тождественно удовольствию или наслаждению красотой. Интенсивный, «чистый» опыт, не оставляющий места для житейских забот, «выбивающий из потока жизни» — это критерий, который определяет, является ли испытываемое чувство эстетической эмоцией. Она, в свою очередь, вызывается упомянутыми выше «сочетаниями форм» — то есть «означающей формой», структурой, наличие которой внутри арт-объекта определяет, является ли он произведением искусства. Выражение этой теории можно найти в творчестве многих деятелей группы Блумсбери, например в Интерьер на Гордон Сквер Дункана Гранта. Американский философ и киновед Ноэль Кэрролл высоко оценивает влияние теории Белла: «Искусство» Клайва Белла — это книга, которая помогла изменить отношение англоговорящего мира к изящным искусствам".

## Политические взгляды
До определённого момента Белл был сторонником абсолютного пацифизма и во время Первой Мировой войны отказался от службы по соображениям совести. Ему разрешили нести своего рода «альтернативную службу», помогая на ферме Филипа Морреля в Гарсингтон Мэнор. В памфлете 1938 года Разжигатели войны Белл осуждал любые попытки Британии использовать военную силу, считая, что «худшая тирания лучше самой лучшей войны». Однако к 1940 году Белл был сторонником милитаристских устремлений Британии, призывая к «непримиримой войне против Гитлера»

## Труды
- Art (1914)
- Pot-boilers (1918)
- Since Cézanne (1922)
- Civilization (1928)
- Proust (1929)
- An Account of French Painting (1931)
- Old Friends (1956)

## Ресурсы
- Bell, Clive. Art (англ.). — CreateSpace Independent Publishing Platform[англ.], 2015. — ISBN 9781514244715.
- Bywater, William G. Clive Bell's Eye (англ.). — Detroit: Wayne State University Press, 1975. — ISBN 9780814315347.